# Caileli (Ort)
Caileli (Caelili) ist ein osttimoresischer Ort im Suco Darulete (Verwaltungsamt Liquiçá, Gemeinde Liquiçá). Das Dorf liegt im Zentrum der Aldeia Caileli in einer Meereshöhe von 1126 m, am Gipfel des Foho Caileli (1137 m). Südöstlich befindet sich das Dorf Lebu-Ae, nordwestlich die Dörfer Cabalema, Nunturi und Carulema und westlich der Ort Quirilelo.